# Шаміль
Імам Шамі́ль (26 червня [7 липня] 1797, аул Гімри, Дагестан — 4 [16] лютого 1871, Медина, Османська імперія) — керівник національно-визвольної боротьби (газавату) народів Північного Кавказу під час Кавказької війни (1817—1864). 1834 року проголошений імамом, об'єднав Західний Дагестан і Чечню, потім і Черкесію в теократичну державу Імамат. Взятий у полон під час штурму Гунібу 1859 року князем А. Барятінскім. Перевезений із сім'єю до Калуги. У 1860-х роках деякий час жив у Києві. 1870 року дістав дозвіл здійснити паломництво до Мекки.

## Біографія
Навчався у найкращих у Дагестані викладачів арабської граматики, а також логіки та риторики. Проповіді його знаменитого односельця Газі-Мухаммада (1795—1832), імама і проповідника джихаду, захоплювали Шаміля, який спочатку став його учнем, а потім послідовником.

### Боротьба
Оточений разом з імамом Газі-Мухаммадом 1832 р. російськими військами під проводом барона Розена в башті коло рідного села Гімри, Шаміль встиг, хоча і тяжко поранений (зламані рука, ребра, ключиця, проколота легеня), вирватися з оточення. Імам Газі-Мухаммад (1829—1832) першим кинувся на ворога і загинув. Його тіло було розіп'яте і впродовж місяця виставлене на вершині гори Таркі-тау, після цього відтята голова Газі-Мухаммада передавалася як трофей всіма фортецями Кавказької кордонної лінії.
Поки Шаміль лікувався від ран, новим імамом наприкінці 1832 р. був проголошений інший сподвижник Газі-Мухаммада гоцатлинський чанка Гамзат-бек (1832—1834), син Аліскандир-бека, вериза Умар-хан-нуцала Великого (1775—1801), що походив від нащадків Мухаммад-хана Казі-Кумухського. 1834 р. Гамзат-беку вдалося захопити Хунзах і винищити династію аварських нуцалів. Але 7 чи 19 вересня 1834 р. Гамзат-бек був убитий у Хунзахській мечеті змовниками, що помстились йому за винищення роду Хунзахських правителів — нуцалів.
Ставши третім імамом Чечні та Дагестану, Шаміль 25 років був провідником горян Чечні та Дагестану, успішно борючись проти російських загарбників.
Створений ним Імамат за умов війни на Кавказі став унікальним державним утворенням. Шаміль керував державою практично одноосібно.
В 1840-х рр. Шаміль здобув низку серйозних перемог над російськими військами. Однак у 1850‑х роках держава Шаміля почала занепадати. Напередодні Кримської війни 1853—1856 рр. Шаміль, розраховуючи на підтримку Великої Британії та Османської імперії, активізував свої дії, проте зазнав невдачі.
Підписання Паризького мирного договору 1856 р. дозволило Російській імперії зосередити проти Шаміля величезні сили: Кавказький корпус було переформовано в армію (до 200 тисяч осіб). Нові головнокомандувачі — генерал Микола Муравйов (1854—1856) і генерал Олександр Барятінскій (1856—1860) продовжували стискати зашморг блокади навколо Імамату. В квітні 1859 р. впала резиденція Шаміля в Чечні — аул Ведено. А до середини червня були ліквідовані останні осередки супротиву на території Чечні.
Після остаточного приєднання Чечні до Російської імперії війна тривала ще майже 5 років. Шаміль з 400 мюридами відступив до дагестанського аулу Гуніб.

### Полон

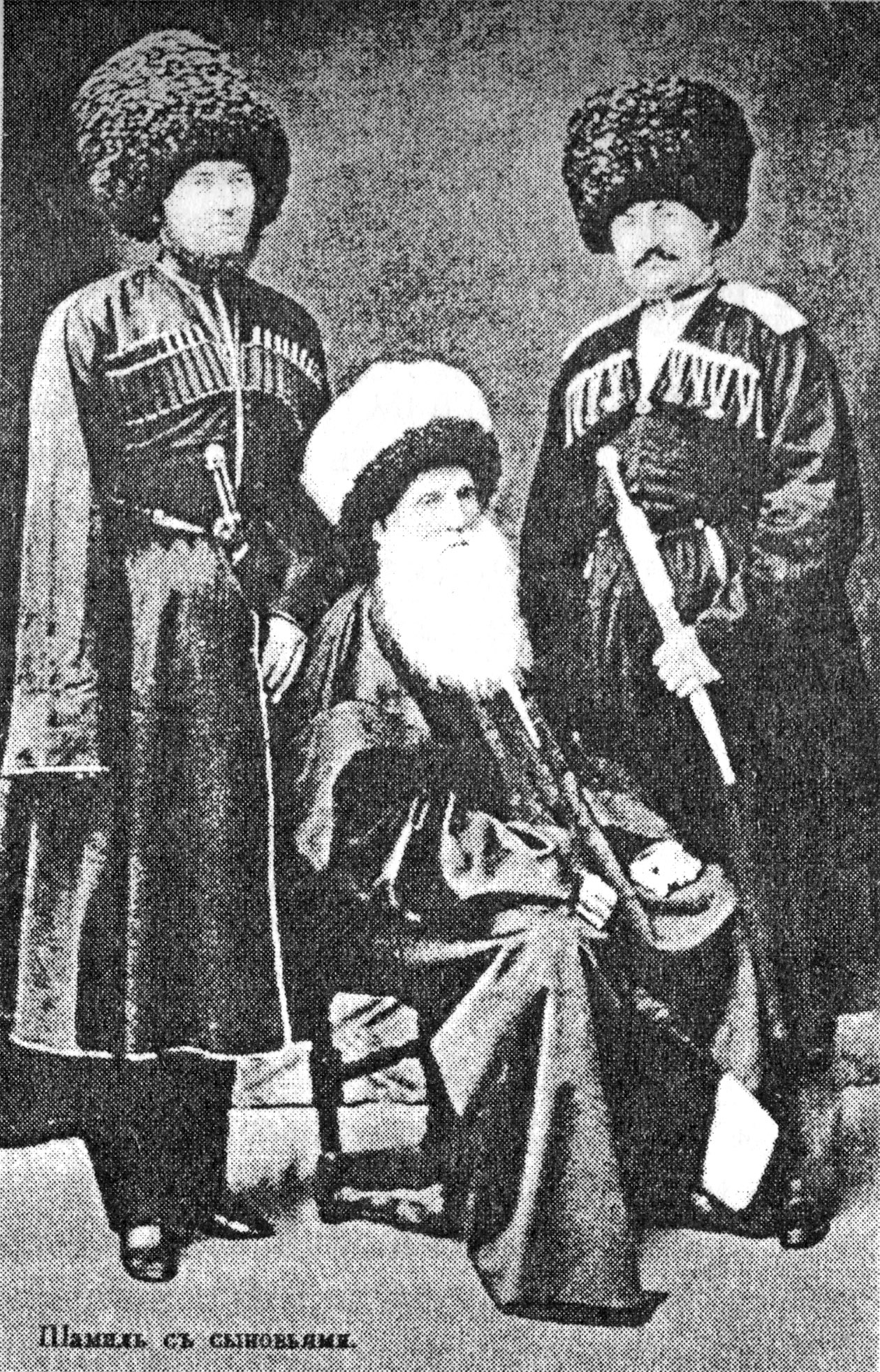
Шаміль із синами

6 вересня 1859 р. Шаміль разом з 400 мюридами був оточений в Гунібі і 7 вересня здався в полон на почесних умовах.
Після прийому в Санкт-Петербурзі імператором йому дозволили жити в Калузі.
У серпні 1866 р. в парадному залі Калузьких губернських дворянських зборів Шаміль разом із синами Газі-Магомедом і Магомедом-Шапі склав присягу на вірність Російській імперії. Через 3 роки найвищим указом Шамілю присвоїли спадковий дворянський титул.
1868 р. російський імператор, враховуючи те, що калузький клімат погано впливає на здоров'я немолодого Шаміля, дозволив йому перебратися до Києва. Шаміль разом із сім'єю прибув до Києва у грудні 1868 р.

### Смерть
Останнє прохання Шаміля, з яким він вже неодноразово звертався до Олександра II відпустити його для здійснення хаджу з дружинами і доньками, залишивши при цьому синів у Російській імперії, було задоволене. Газі-Магомеду і Магомеду-Шапі було дозволено супроводжувати батька до Одеси.
Шаміль побачив Мекку і другу святиню ісламу, Медину, де поклонився гробу Мухаммеда. 4 лютого 1871 р. він помер і був похований у Медині на цвинтарі Аль-Бакія.
Не зважаючи на свою капітуляцію, імам Шаміль став символом боротьби народів Кавказу проти російського панування. 1992 року було відзнято російську кінострічку Рай в тіні шабель, де образ Шаміля став центральним, а головну роль (Шаміля ще до того як він став імамом) зіграв Гусейн Халімбеков.

### Доля нащадків Шаміля
Син Газі-Магомед після початку Російсько-турецької війни очолив османську дивізію і відзначився під час облоги Баязета, закінчив свою кар'єру маршалом османської армії та останні свої дні провів у Медині, де помер 1902 р.
Його «відступництво» негативно вплинуло на долю Магомеда-Шапі, який залишався у Росії. Після початку війни він попросився на фронт, та дозволу не отримав, 1877 р. був відсторонений від служби і поселився у Казані. Помер Магомед-Шапі в Кисловодську 1906 р.
Останній син Шаміля, Магомед-Каміль, народжений вже в Калузі як і Газі-Магомед служив у турецькій армії, так само закінчив службу у чині маршала. Він дожив до 87 років і помер 1951 р.
Нащадком наїба Імама Шаміля також є легендарний чеченський полководець Шаміль Басаєв.

## Шаміль у Києві
У 1860-х роках Шаміль мешкав у садибі на Олександрівській вулиці, 7.
У листі арабською мовою до князя Олександра Барятінского, Шаміль писав:

|  | […] Я благополучно прибув до Києва і розмістився з сімейством у будинку, приготованому для мене урядом. Місто Київ я вважаю одним із найкращих міст, які мені доводилося бачити в Російській імперії, як за добрим кліматом, так і за гарним гористим розташуванням, що нагадує мені батьківщину, де я народився і виріс. Молю Бога, аби воно послужило ліками для мого сімейства і було би виконанням мого душевного бажання[6]. |

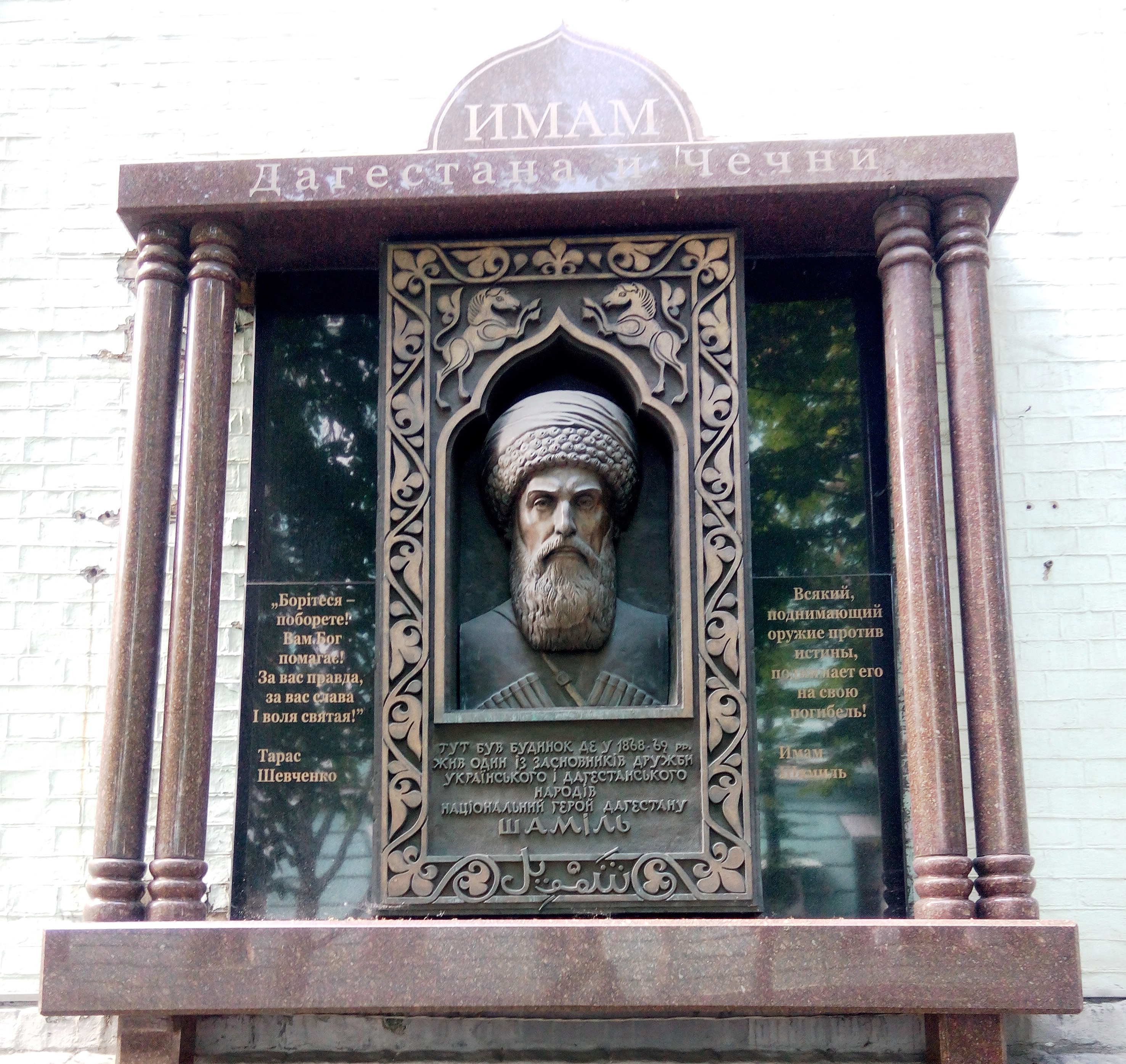
Меморіальна дошка імаму Шамілю в Києві

Присутність у Києві кавказького вождя сприяла активізації радикальної молоді. Київські студенти і різночинці кидали до карети Шаміля зошити з переписаним від руки Шевченковим «Кавказом».

## Вшанування пам'яті
У місті Київ на розі вулиць Герцена на Овруцької є сквер Імама Шаміля.
Також у місті Київ встановлено меморіальну дошку Імаму Шамілю.